# Acordo de San Nicolás
O Acordo de San Nicolás (em castelhano:  Acuerdo de San Nicolás) foi um pacto assinado em 31 de maio de 1852 pelas catorze províncias argentinas e ratificado por treze delas, já que a Província de Buenos Aires recusou. Redigido em dezoito artigos, seu objetivo era lançar as bases para a organização nacional da Argentina e serviu de precedente à sanção da Constituição de 1853, aparecendo genericamente como um dos "pactos preexistentes" mencionados no preâmbulo do Constituição.
O Acordo nomeou Justo José de Urquiza como diretor provisório da Confederação Argentina, estabeleceu a validade do Pacto Federal de 1831 e ordenou a reunião de um Congresso Geral Constituinte na cidade de Santa Fé.
Em 6 de abril de 1852, foi assinado o "Protocolo de Palermo", após uma reunião realizada entre os governadores de Buenos Aires, Corrientes, o representante de Santa Fé e o representante de Entre Ríos. O Protocolo designava Justo José de Urquiza para dirigir as Relações Exteriores da República, até que, reunido o Congresso Nacional, ficasse definitivamente estabelecido quem ocuparia o cargo. Dois dias depois, em 8 de abril, Urquiza convidou os governadores das províncias para um encontro que aconteceria no dia 20 de maio, em San Nicolás de los Arroyos.

## Deliberações e assinatura do Pacto
29 de maio foi a data em que começaram as deliberações para definir quais seriam as bases da organização nacional. O Acordo de San Nicolás foi assinado em 31 de maio de 1852. Os representantes das diferentes províncias que aderiram ao Pacto foram:
- Justo José de Urquiza (Província de Entre Ríos) e também para a Província de Catamarca;
- Vicente López y Planes, (província de Buenos Aires);
- Benjamín Virasoro (Província de Corrientes);
- Domingo Crespo (Província de Santa Fe);
- Pedro Pascual Segura (Província de Mendoza);
- Nazario Benavídez (Província de San Juan);
- Pablo Lucero (Província de San Luis);
- Manuel Taboada (Província de Santiago del Estero);
- Celedonio Gutiérrez (Província de Tucumán);
- Manuel Vicente Bustos (Província de La Rioja).

Posteriormente, as províncias de Salta, Jujuy e Córdoba assinaram sua adesão. A província de Buenos Aires não ratificou o acordo.

## Disposições do Acordo
Vários autores acreditam que o texto final do Acordo foi proposto por Juan Gregorio Pujol, secretário de Urquiza nesta ocasião. Consistia em 19 artigos de dispositivo e um adicional:
- No artigo primeiro, o Tratado, celebrado em 4 de janeiro de 1831, foi declarado Lei Fundamental da República e determinou que fosse observado e efetivado pelo Responsável pelas Relações Exteriores da Nação.
- Os artigos 4º e 5º mencionam a convocação de um Congresso Geral Constituinte, que aconteceria no próximo mês de agosto, com a eleição dos Deputados que participariam do Congresso. Seriam respeitadas as regras estabelecidas pela Lei Eleitoral para a eleição dos deputados das Legislaturas Provinciais. Todas as províncias são declaradas iguais em direitos e o número de representantes seria de dois deputados para cada província.
- Os artigos 6º e 7º mencionam que o Congresso sancionaria a Constituição Nacional, acordada por maioria de votos, colocando os interesses da Nação acima das províncias.
- O artigo 8, declara que os deputados não podem ser julgados por suas opiniões, ou acusados por qualquer motivo, ou qualquer autoridade até que a Constituição seja sancionada, embora as províncias possam retirá-los e substituí-los se o julgarem conveniente.
- Conforme ditado no artigo 11, o Congresso seria realizado na cidade de Santa Fé.
- No artigo 15 são atribuídos poderes executivos a Urquiza e este o nomeia Diretor Provisório da Confederação Argentina.
- O artigo adicional convida as províncias que não assinaram o Acordo a aderir a ele por meio do Diretor Provisório da Confederação Argentina.

## A rejeição de Buenos Aires
A recusa de Buenos Aires ao Acordo se baseou fundamentalmente no que foi declarado nos artigos 5, 11, 15, 18 e 19. Recusou que as províncias tivessem o mesmo número de deputados e que o Congresso se realizasse em Santa Fé, desde não podia controlá-lo ou impor suas idéias. Ele também se opôs a um caudillo do interior - como Urquiza - ser nomeado Diretor Provisório da Confederação Argentina. Tampouco aceitou que as províncias contribuíssem com uma porcentagem das receitas de seu comércio exterior para a manutenção do governo, porque, assim, Buenos Aires seria a província que mais contribuiria.
As discussões durante as sessões de junho levaram à rejeição do Acordo pelo Legislativo de Buenos Aires. Um golpe de Urquiza momentaneamente forçou-a a aceitá-lo, mas a revolução de 11 de setembro de 1852 levou seus oponentes ao poder, que oficialmente o ignoraram.

## Consequências do Acordo de San Nicolás
As consequências mais relevantes do Acordo foram basicamente duas: a primeira foi a sanção da Constituição de 1853, que entrou em vigor na Confederação Argentina. Foi sancionado em 1º de maio daquele ano e no ano seguinte Urquiza foi eleito primeiro presidente, por um período de 6 anos. A segunda foi a separação do Estado de Buenos Aires do resto da Confederação. Esta situação duraria até 1860, após a derrota militar de Bartolomé Mitre nas mãos de Urquiza, na Batalha de Cepeda.